# Dóra Maurer
Dóra Maurer, madžarska likovna umetnica, * 11. junij 1937, Budimpešta, Madžarska.
Ustvarja v skoraj vseh likovnih oblikah, od filma in fotografije do slikarstva, performansa ter kiparstva. Vse od 1970. let velja za eno vodilnih predstavnic madžarske avantgarde.
Izšolala se je za grafično umetnico in začela ustvarjati kot graverka, v 1970. letih pa je razširila delovanje na film, fotografijo in performativno umetnost. Kritiki razlagajo njeno eksperimentiranje v tem času kot subtilno obliko upora proti socialnemu realizmu, ki ga je odobravala komunistična oblast, medtem ko so bila modernistična dela obravnavana z nezaupljivostjo, nekatera pa tudi izrecno prepovedana. Posebej znan je njen performans Kaj se lahko naredi s tlakovcem, ujet v serijo fotografij (1971), ki se poigrava s simboliko protestov v Franciji maja 1968. Od 1980. let je ustvarjala serijo t. i. prostorskih slik, v katerih je z barvnimi vzorci vzbujala iluzijo prostora in gibanja.
Poleg ustvarjanja deluje kot profesorica na Madžarski akademiji lepih umetnosti v Budimpešti in kot kuratorka.